# Vesta-asteroid
Vesta-asteroiderna, eller Vesta-familjen, är en stor grupp asteroider som befinner sig i de inre delarna av asteroidbältet. Den är en av de största asteroidfamiljerna, den har fler än 15 000 kända medlemmar och består av mestadels ljusa V-liknande asteroider, så kallade "vestoider". Familjen har fått namn efter asteroiden 4 Vesta.

## Beskrivning
De vestiska asteroiderna består av 4 Vesta, den näst mest massiva av alla kända asteroider (medeldiameter på 530 km) och många små asteroider under 10 km diameter. De ljusaste av dessa, 1929 Kollaa och 2045 Peking, har en absolut magnitud på 12,2, vilket skulle ge dem en radie på ca 7,5 km förutsatt att den har samma höga albedo som 4 Vesta.

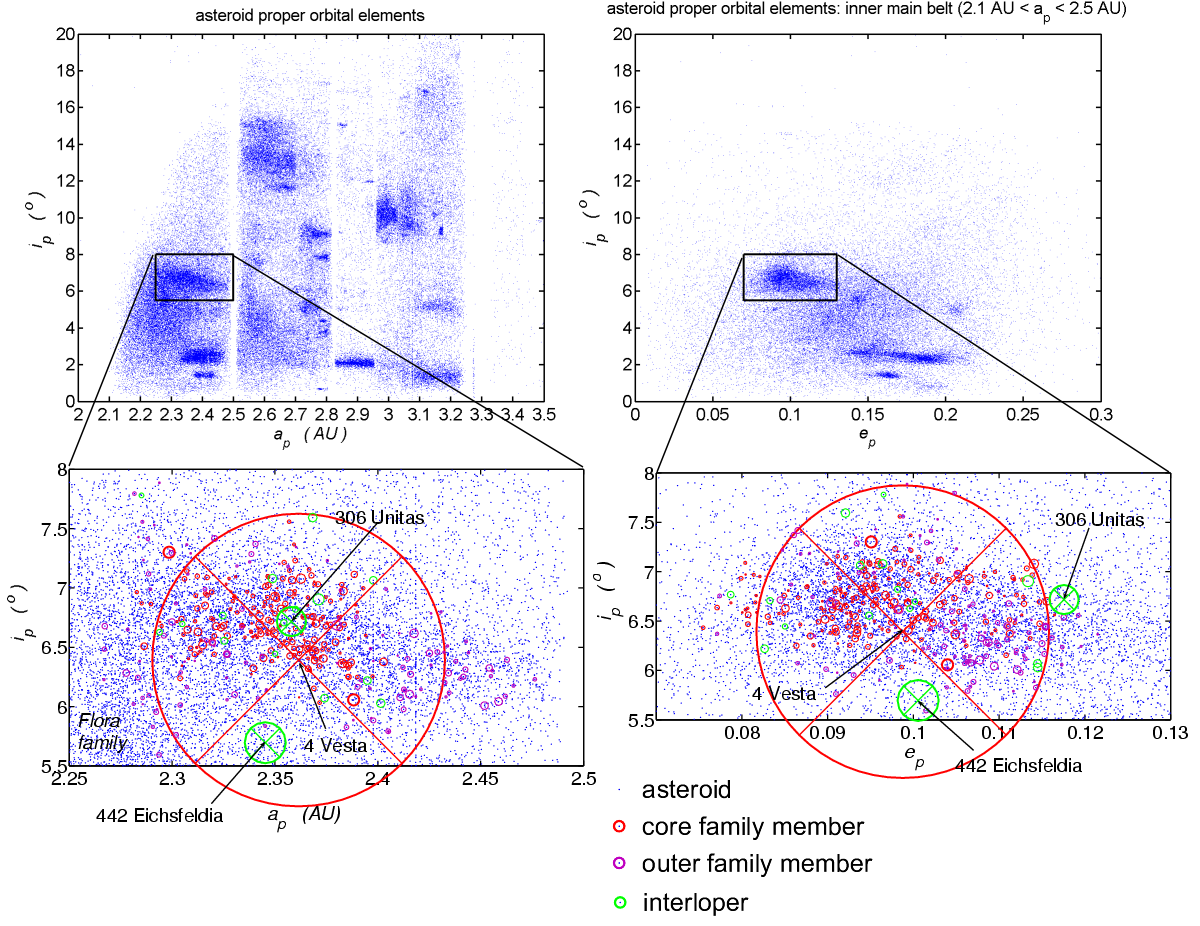
Lokalisering och struktur av Vesta-familjen.

Familjen härstammar från en kollision på asteroiden 4 Vesta, med den stora sydpolskratern som den troliga nedslagsplatsen. Familjen tros vara källan till HED-meteoriterna.
Vesta-familjen innehåller också några asteroider av J-typ (relaterade till V-typen), som tros ha kommit från de djupare lagren av Vestas skorpa och liknar diogenitmeteoriterna.
Gemensamt för asteroider i gruppen är att de har en omloppsbana runt solen med en halv storaxel på mellan 2,26 och 2,48 AE, en excentricitet mellan 0,035 och 0,162 AE och en banlutning på mellan 5,0° och 8,3°.
I Zappala-analysen 1995 hittades 235 kärnmedlemmar. En sökning i en nyligen korrigerad elementdatabas (AstDys) för 96 944 mindre planeter 2005 angavs 6 051 objekt (ca 6 procent av det totala) ligga inom Vesta-familjen.

## Invandrare
Spektroskopiska analyser har visat att några av de största vestianerna i själva verket är invandrare. De är inte av V- eller J-spektralklassen, men har slumpmässigt liknande omloppselement. Bland dessa finns 306 Unitas, 442 Eichsfeldia, 1697 Koskenniemi, 1781 Van Biesbroeck, 2024 McLaughlin, 2029 Binomi, 2086 Newell, 2346 Lilio med flera. (Identifierade genom sökning i PDS datauppsättning av asteroidtaxonomi).